# Guillermo Baldwin
Guillermo Baldwin Ponte (ur. 17 lipca 1910 w Callao, zm. 3 grudnia 1986 w Limie) – peruwiański strzelec, olimpijczyk. Brat Enrique, ojciec Gladys i dziadek Gladys de Seminario (wszyscy byli strzelcami).
Brał udział w Letnich Igrzyskach Olimpijskich 1956 (Melbourne). Zajął 14. miejsce w karabinie dowolnym w trzech postawach z 300 m.
Guillermo Baldwin jest sześciokrotnym medalistą igrzysk panamerykańskich. W latach 1951–1959 zdobył cztery srebrne i dwa brązowe medale w konkurencjach drużynowych.

## Wyniki olimpijskie
| Igrzyska | Konkurencja                          | Wynik                                                                          | Miejsce | Źródło |
| -------- | ------------------------------------ | ------------------------------------------------------------------------------ | ------- | ------ |
| IO 1956  | Karabin dowolny, trzy postawy, 300 m | 1040 pkt. 379 pkt. (95-96-93-95) 359 pkt. (92-92-88-87) 302 pkt. (74-75-70-83) | 14      | [ 1 ]  |